# Square Eugène-Varlin
Le square Eugène-Varlin est un espace vert du 10e arrondissement de Paris, dans le quartier de l'Hôpital-Saint-Louis.

## Situation et accès
Il est situé à proximité de la rue Eugène-Varlin, à l'angle du quai de Valmy et du pont Maria Casarès.
Le square est desservi à proximité par la ligne 7 à la station Château-Landon.

## Origine du nom
Il est nommé en hommage à Eugène Varlin (1839-1871), ouvrier relieur, militant socialiste et communard.

## Bâtiments remarquables et lieux de mémoire
À l'entrée du square, une plaque est dédiée à Charles Dupas, aspirant de réserve du Génie et soldat des FFI, tué à 29 ans le 21 août 1944 au 159, quai de Valmy à Paris.

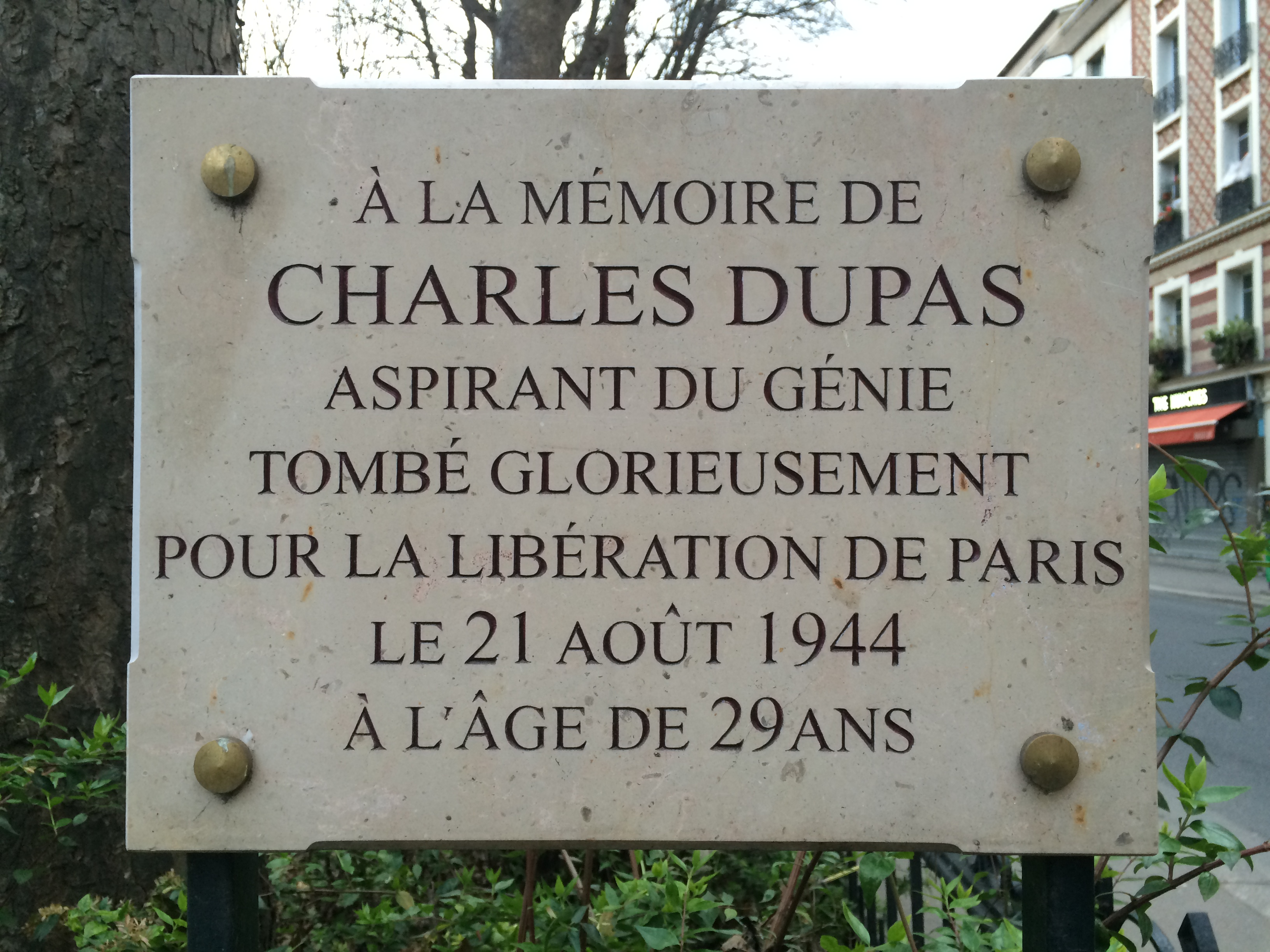
Plaque dédiée à Charles Dupas.